# Can Batlle (Borrassà)
Can Batlle és una casa de Borrassà (Alt Empordà) inclosa en l'Inventari del Patrimoni Arquitectònic de Catalunya

## Descripció
Casa aïllada de planta baixa i dos pisos situada a l'entrada del poble, i que es caracteritza per la seva grandiositat. Tota la façana està perfectament ordenada tant en horitzontal com en vertical. La planta baixa està formada per una porta en arc escarser i dues finestres en un costat i una a l'altre. Pel que fa al primer pis quatre balcons amb arc escarser que es repeteixen en menor mida al pis superior. Sobre aquests balcons uns òculs emmarcats en carreus coronen la façana principal. A sobre d'aquests hi ha el voladís, que ens porta al teulat, amb vessament a dues aigües. Cal destacar l'encoixinat de carreus a les cantonades de la façana.